# آرن، دورست
آرن، دورست (به انگلیسی: Arne, Dorset) یک روستا و محله مدنی در بریتانیا است که در پوربک واقع شده‌است. آرن ۱٬۲۹۷ نفر جمعیت دارد.